# Reinhard Fabisch
Reinhard Fabisch est un footballeur allemand, né le 19 août 1950 et mort le 12 juillet 2008. Il est devenu entraîneur.

## Carrière

### Joueur
- 1969-1971 : Borussia Dortmund ( Allemagne)

### Entraîneur
- 1986–1987: Kenya
- 1987–1988: Fanja SC (Oman)
- 1989: Nepal
- 1990–1991: Malta (U18)
- 1991–1996: Zimbabwe
- 1996–1997: Mamelodi Sundowns FC (RSA)
- 1997–1998: Kenya
- 1998–2000: Qatar SC (Qatar)
- 2000–2002: Kenya
- 2003–2004: Guatemala (Techn. Dir.)
- 2004–2005: Barbados
- 2005: Al-Shamal SC (Qatar)
- 2005: Ras Al Khaimah (UAE)
- 2006–2007: Emirates Club
- 2007–2008: Benin